# Башмачка (село)
Башма́чка (укр. Башмачка) — село,
Башмачанский сельский совет,
Солонянский район,
Днепропетровская область,
Украина.
Код КОАТУУ — 1225081001. Население по переписи 2023 года составляло 1400 человек.
Является административным центром Башмачанского сельского совета, в который, кроме того, входят сёла
Каменно-Зубиловка,
Любимовка,
Любовь,
Перше Травня,
Широкополе и
Днепрельстан.

## Географическое положение
Село Башмачка находится в 3,5 км от правого берега реки Днепр,
на расстоянии в 1 км расположено село Каменно-Зубиловка.
По селу протекает пересыхающий ручей с запрудами.
Рядом проходит автомобильная дорога Н-08.

## История
- На территории села Башмачка находится памятник археологии — черняховское городище, которое датируется III—IV веками[3][4][5].
- Основано во второй половине XVIII века как село Заворовка.
- В 1780 году переименовано в село Башмачка.

## Экономика
- ООО «Агрос».
- ООО «Солнечное».
- ООО «Агро мастер».
- ООО «Комерцтасвиробник».
- ООО «Перспектива».

## Объекты социальной сферы
- Школа.
- Детский сад.
- Фельдшерско-акушерский пункт.
- Дом культуры.